# 준토쿠 천황
준토쿠 천황(일본어: 順徳天皇, 1197년 10월 22일 ~ 1242년 10월 7일)은 가마쿠라 시대의 84대 일본 천황(재위: 1210년 ~ 1221년)이다.

## 약력
어릴 때부터 재기가 풍부해, 1200년 4월에 황태자가 되었고 1210년 11월, 고토바 천황의 강한 의향에 의해 쓰치미카도 천황의 양위를 받아 즉위하였다. 온화한 쓰치미카도 천황과는 반대로 격렬한 천성의 소유자라고 기록되어 있고 고토바 상황의 총애를 받고 있었다. 양위한 쓰치미카도 상황에게는 권력이 없었고 고토바 상황에 의한 원정이 계속되고 있었다.
직접 정무를 맡지 않은 천황은 왕조 시대의 유직고실(옛날의 조정이나 무가의 관직·법령·의식·의상·집기 등을 연구하는 학문) 연구에 심취했고 막부에 대항해 조정의 위엄을 나타내려는 목적으로 "금비초"를 저술했다. 또 아버지의 영향으로 단가나 시에도 열심이었고 후지와라노 사다이에를 스승으로 삼고 시를 짓는 법을 배웠으며 후지와라노 도시나리나 후지와라노 다메이에와도 친교가 있었다. 가집으로서는 "준토쿠 원가집"이 있고 시 평론서로는 당시의 시 평론을 대성한 "팔운어초"가 알려져 있다.
부상황(쓰치미카도 천황)의 막부 토벌 계획에 참가했고 이를 위해 1221년 4월에 아들인 가네나리 친왕(주쿄 천황)에 양위해 상황으로 물러났다. 부상황 이상으로 가마쿠라 막부 타도에 적극적으로 참여해 5월에 조큐의 난을 일으켰지만 막부를 쓰러뜨리는 것은 실패했다. 난 이후 7월 21일, 상황은 교토에서 쫓겨나 사도가섬에 유배되었다. 유배된지 21년 후인 1242년 9월 12일에 사도가섬에서 사망했다.

## 가계도
- 중궁 : 구조(후지와라노) 릿시(九条(藤原) 立子) (1192-1247) - 쿠죠 요시츠네(九条 良經)의 딸
  - 제2황녀 : 메이기몬인(明義門院) 아키라메루코(데이시) 내친왕(諦子 内親王) (1217-1243)
  - 제4황자 : 가네나리 친왕(懐成 親王) - (주쿄 천황)
- 텐지 : 코우노스케(督典侍) 후지와라씨(藤原氏) - 후지와라노 노리미츠(藤原 範光)의 딸
  - 제5황자 : 히코나리 왕(彦成王) (1219?-1286?) - 요절했다는 설이 있는 한편, 사도 쇼코지를 개기한 젠쿠보 신넨이 히코나리 왕이라는 전승도 있다.
  - 제7황자 : 요쓰쓰지노미야(四辻宮) 요시무네 친왕(善統 親王) (1233-1317)
- 후궁 : 다이나곤노 쓰보네(大納言局) 후지와라노 다쓰코(류우시)(藤原 位子) - 보몬 노부키요(坊門 信清)의 딸
  - 제1황녀 : 에이안몬인(永安門院) 죠시 내친왕(穠子 内親王) (1216-1279)
- 후궁 : 후지와라 씨(藤原氏) - 후지와라노 기요스에(藤原清季)의 딸
  - 제1황자 : 손카쿠 법친왕(尊覚 法親王) (1215-1264) - 닌나지, 천대좌주
  - 제2황자 : 가쿠에 법친왕(覚恵 法親王) (1217-?) - 쇼고인, 온죠지 장사
  - 제6황자 : 이와쿠라노미야(岩倉宮) 다다나리 왕(忠成王) (1222-1279)
- 후궁 : 사이쇼노 쓰보네(宰相局) 겐지(源氏) - 승려 호린(法印) 고가(公雅)의 딸
  - 제3황자 : 기인 법친왕(義尹 法親王) - (1217-1300) - 히고 다이지지
- 생모 불명
  - 제3황녀 : 요시코 여왕(慶子 女王) (1225?-1286?)
  - 제4황녀 : 다다코 여왕(忠子 女王) (1232?-1249?)
  - 제8황자 : 치토세노미야(千歳宮) (1237?-1254?) - 명칭 모름

## 같이 보기
- 일본 천황